# Bahnstrecke Rosenheim–Kufstein Grenze
| |                      |                                                       |                                                       |
| Streckennummer (DB): | 5702                 |                                                       |                                                       |
| Kursbuchstrecke (DB): | 950                  |                                                       |                                                       |
| Kursbuchstrecke: | 428m (1946)          |                                                       |                                                       |
| Streckenlänge: | 31,868 km            |                                                       |                                                       |
| Spurweite: | 1435 mm (Normalspur) |                                                       |                                                       |
| Streckenklasse: | D4                   |                                                       |                                                       |
| Stromsystem: | 15 kV 16,7 Hz ~      |                                                       |                                                       |
| Maximale Neigung: | 7 ‰                  |                                                       |                                                       |
| Minimaler Radius: | 535 m                |                                                       |                                                       |
| Streckengeschwindigkeit: | 140 km/h             |                                                       |                                                       |
| Zugbeeinflussung: | PZB                  |                                                       |                                                       |
| Zweigleisigkeit: | durchgehend          |                                                       |                                                       |
| |                      |                                                       |                                                       |
| \| \| \| von München Hbf \| \| \| \| \| von Mühldorf (Oberbay) \| \| \| \| \| von Holzkirchen \| \| \| \| 0,000 \| Rosenheim (seit 1876) \| 448 m \| \| \| \| Rosenheim (bis 1876) \| 446 m \| \| \| \| Mangfall \| \| \| \| \| nach Salzburg \| \| \| \| \| nach Salzburg \| \| \| \| \| von Rosenheim Ost \| \| \| \| 1,984 \| Rosenheim Süd (Bft) \| Rosenheim Süd (Bft) \| \| \| \| \| \| \| \| 6,050 \| Pfraundorf (Inn) \| Pfraundorf (Inn) \| \| \| 7,912 \| Raubling \| Raubling \| \| \| \| nach Nicklheim \| \| \| \| 13,351 \| Brannenburg \| 473 m \| \| \| \| bis 1961 Übergang zur Wendelsteinbahn \| \| \| \| 15,815 \| Flintsbach \| Flintsbach \| \| \| 17,615 \| Fischbach (Inn) \| Fischbach (Inn) \| \| \| 18,500 \| (Verlegung geplant) \| (Verlegung geplant) \| \| \| \| von Grafing Bahnhof (geplant) \| \| \| \| \| Niederaudorf BAB (geplant) \| 464 m \| \| \| 22,900 \| nach Innsbruck (geplant) \| 472 m \| \| \| 23,500 \| (Verlegung geplant) \| (Verlegung geplant) \| \| \| 24,100 \| Brenner-Nordzulauf (geplant) \| 478 m \| \| \| 24,653 \| Oberaudorf (Üst) \| Oberaudorf (Üst) \| \| \| 25,020 \| Oberaudorf \| Oberaudorf \| \| \| 27,300 \| Brenner-Nordzulauf (geplant) \| 474 m \| \| \| 30,488 \| Kiefersfelden \| 483 m \| \| \| \| \| \| \| \| 31,868 \| Kufstein Grenze Staatsgrenze Deutschland / Österreich \| Kufstein Grenze Staatsgrenze Deutschland / Österreich \| \| \| \| \| \| \| \| \| nach Innsbruck \| \| \| \| \| \| \| \| Quellen: [1][2][3][4] \| \| \| \| |                      |                                                       |                                                       |
| Strecke · Strecke (außer Betrieb) |                      | von München Hbf                                       | von München Hbf                                       |
| Abzweig geradeaus und von links · Strecke (außer Betrieb) |                      | von Mühldorf (Oberbay)                                | von Mühldorf (Oberbay)                                |
| Abzweig geradeaus und von rechts · Abzweig geradeaus und von rechts (Strecke außer Betrieb) |                      | von Holzkirchen                                       | von Holzkirchen                                       |
| Bahnhof · Strecke (außer Betrieb) | 0,000                | Rosenheim (seit 1876)                                 | 448 m                                                 |
| Strecke · Bahnhof (Strecke außer Betrieb) |                      | Rosenheim (bis 1876)                                  | 446 m                                                 |
| Brücke über Wasserlauf · Brücke über Wasserlauf (Strecke außer Betrieb) |                      | Mangfall                                              | Mangfall                                              |
| Strecke · Abzweig geradeaus und nach links (Strecke außer Betrieb) |                      | nach Salzburg                                         | nach Salzburg                                         |
| Abzweig geradeaus und nach links · Kreuzung (Strecke geradeaus außer Betrieb) |                      | nach Salzburg                                         | nach Salzburg                                         |
| Abzweig geradeaus und von links · Kreuzung (Strecke geradeaus außer Betrieb) |                      | von Rosenheim Ost                                     | von Rosenheim Ost                                     |
| Blockstelle · Strecke (außer Betrieb) | 1,984                | Rosenheim Süd (Bft)                                   | Rosenheim Süd (Bft)                                   |
| Verschwenkung nach links · Verschwenkung nach rechts (Strecke außer Betrieb) |                      |                                                       |                                                       |
| Haltepunkt / Haltestelle | 6,050                | Pfraundorf (Inn)                                      | Pfraundorf (Inn)                                      |
| Bahnhof | 7,912                | Raubling                                              | Raubling                                              |
| Abzweig geradeaus und ehemals nach rechts |                      | nach Nicklheim                                        | nach Nicklheim                                        |
| Bahnhof | 13,351               | Brannenburg                                           | 473 m                                                 |
| Strecke |                      | bis 1961 Übergang zur Wendelsteinbahn                 | bis 1961 Übergang zur Wendelsteinbahn                 |
| Haltepunkt / Haltestelle | 15,815               | Flintsbach                                            | Flintsbach                                            |
| Dienststation / Betriebs- oder Güterbahnhof | 17,615               | Fischbach (Inn)                                       | Fischbach (Inn)                                       |
| Verschwenkung von links · Verschwenkung von rechts (Strecke außer Betrieb) | 18,500               | (Verlegung geplant)                                   | (Verlegung geplant)                                   |
| Strecke · Abzweig geradeaus und von links (Strecke außer Betrieb) |                      | von Grafing Bahnhof (geplant)                         | von Grafing Bahnhof (geplant)                         |
| Strecke · Blockstelle (Strecke außer Betrieb) |                      | Niederaudorf BAB (geplant)                            | 464 m                                                 |
| Kreuzung geradeaus oben (Querstrecke außer Betrieb) · Abzweig geradeaus und nach rechts (Strecke außer Betrieb) | 22,900               | nach Innsbruck (geplant)                              | 472 m                                                 |
| Verschwenkung nach links · Verschwenkung nach rechts (Strecke außer Betrieb) | 23,500               | (Verlegung geplant)                                   | (Verlegung geplant)                                   |
| Kreuzung mit Tunnelstrecke (Querstrecke außer Betrieb) | 24,100               | Brenner-Nordzulauf (geplant)                          | 478 m                                                 |
| Blockstelle | 24,653               | Oberaudorf (Üst)                                      | Oberaudorf (Üst)                                      |
| Haltepunkt / Haltestelle | 25,020               | Oberaudorf                                            | Oberaudorf                                            |
| Kreuzung mit Tunnelstrecke (Querstrecke außer Betrieb) | 27,300               | Brenner-Nordzulauf (geplant)                          | 474 m                                                 |
| Bahnhof | 30,488               | Kiefersfelden                                         | 483 m                                                 |
| |                      |                                                       |                                                       |
| Grenze | 31,868               | Kufstein Grenze Staatsgrenze Deutschland / Österreich | Kufstein Grenze Staatsgrenze Deutschland / Österreich |
| |                      |                                                       |                                                       |
| Strecke |                      | nach Innsbruck                                        | nach Innsbruck                                        |
| |                      |                                                       |                                                       |
| Quellen: |                      |                                                       |                                                       |

Die Bahnstrecke Rosenheim–Kufstein Grenze ist eine zweigleisige und elektrifizierte Hauptbahn in Bayern. Sie führt von Rosenheim zur deutsch-österreichischen Staatsgrenze bei Kufstein und ist zugleich Teil des Deutschen Ecks.

## Geschichte
Ein Staatsvertrag zwischen Österreich und Bayern vom 21. Juni 1851 regelte den Anschluss der in beiden Staaten zu bauenden Eisenbahnen aneinander. Da zwischen Wien und Tirol damals noch keine direkte Eisenbahnverbindung bestand, wurde in Artikel 1 vereinbart, auf bayerischer Seite eine Eisenbahnstrecke von München bis zur Grenze bei Salzburg und eine Eisenbahnstrecke von Rosenheim bis zur Tiroler Grenze bei Kufstein zu errichten. Österreich verpflichtete sich in Artikel 2 zum Bau einer Eisenbahn von Salzburg bis Bruck an der Mur und von Kufstein nach Innsbruck.
Die Strecke von Rosenheim bis an die Staatsgrenze wurde am 5. August 1858 als Teil der Bayerischen Maximiliansbahn eröffnet.
Am 15. Juli 1927 wurde die Elektrifizierung der Bahnstrecke zwischen Rosenheim und Kufstein fertiggestellt.
Seit 14. Dezember 2014 halten keine Züge mehr in Pfraundorf, der Haltepunkt soll modernisiert werden.
Im Zuge der Flüchtlingskrise in Europa ab 2015 wurde die Strecke im Sommer 2017 verstärkt zum Ziel afrikanischer Migranten, die sich als blinde Passagiere auf Güterzügen aus Italien kommend Zugang zur Bundesrepublik Deutschland verschafften. Während zu Jahresbeginn nur 20 Personen pro Monat aufgegriffen wurden, die auf diese Weise eingereist waren, erhöhte sich die Zahl im Juli auf 100.

## Streckenbeschreibung
Von Rosenheim aus führt die Strecke in südlicher Richtung. Nach Verlassen des Bahnhofs Rosenheim mündet der südliche Teil der Rosenheimer Schleife (Rosenheimer Kurve) in die Strecke. Die Kurve wurde am 8. Februar 1982 eröffnet und verbindet die Strecke unter Umgehung des Bahnhofs Rosenheim mit der Strecke Rosenheim–Salzburg. Im Bahnhof Rosenheim besteht außerdem Anschluss an die Bahnstrecke Rosenheim–Mühldorf und die Mangfalltalbahn nach Holzkirchen.
Richtung Süden durchfährt die Bahn das bayerische Inntal, wobei sie zunächst den flachen westlichen Talboden bis etwa Pfraundorf nutzt. Ab hier verläuft sie recht geradlinig trassiert auf einer Niederterrasse des Inns. Vom Bahnhof Raubling aus führte früher eine normalspurige Industriebahn zum Torfwerk Nicklheim. Im Bahnhof Brannenburg zweigte bis 1961 die schmalspurige Wendelsteinbahn ab. Südlich von Flintsbach verengt sich das Inntal merklich und die Bahn tritt an den westlichen Hangfuß und den Fluss näher heran. Noch in Betrieb ist die schmalspurige Industriebahn, die vom Kiefersfelder Zementwerk zu den Steinbrüchen im österreichischen Thiersee führt und nur noch an ausgewählten Tagen als Wachtl-Express Fahrgäste befördert. Der Bahnhof des Wachtl-Express' im ehemaligen Zementwerk ist über einen Fußweg vom Bahnhof Kiefersfelden in ca. 15 Minuten erreichbar.
Zwischen Kiefersfelden und Kufstein überquert die Strecke gebündelt mit der Landstraße an einer Engstelle der linken Innseite die Staatsgrenze nach Österreich. Ab dort führt sie als Unterinntalbahn weiter nach Innsbruck Hauptbahnhof.

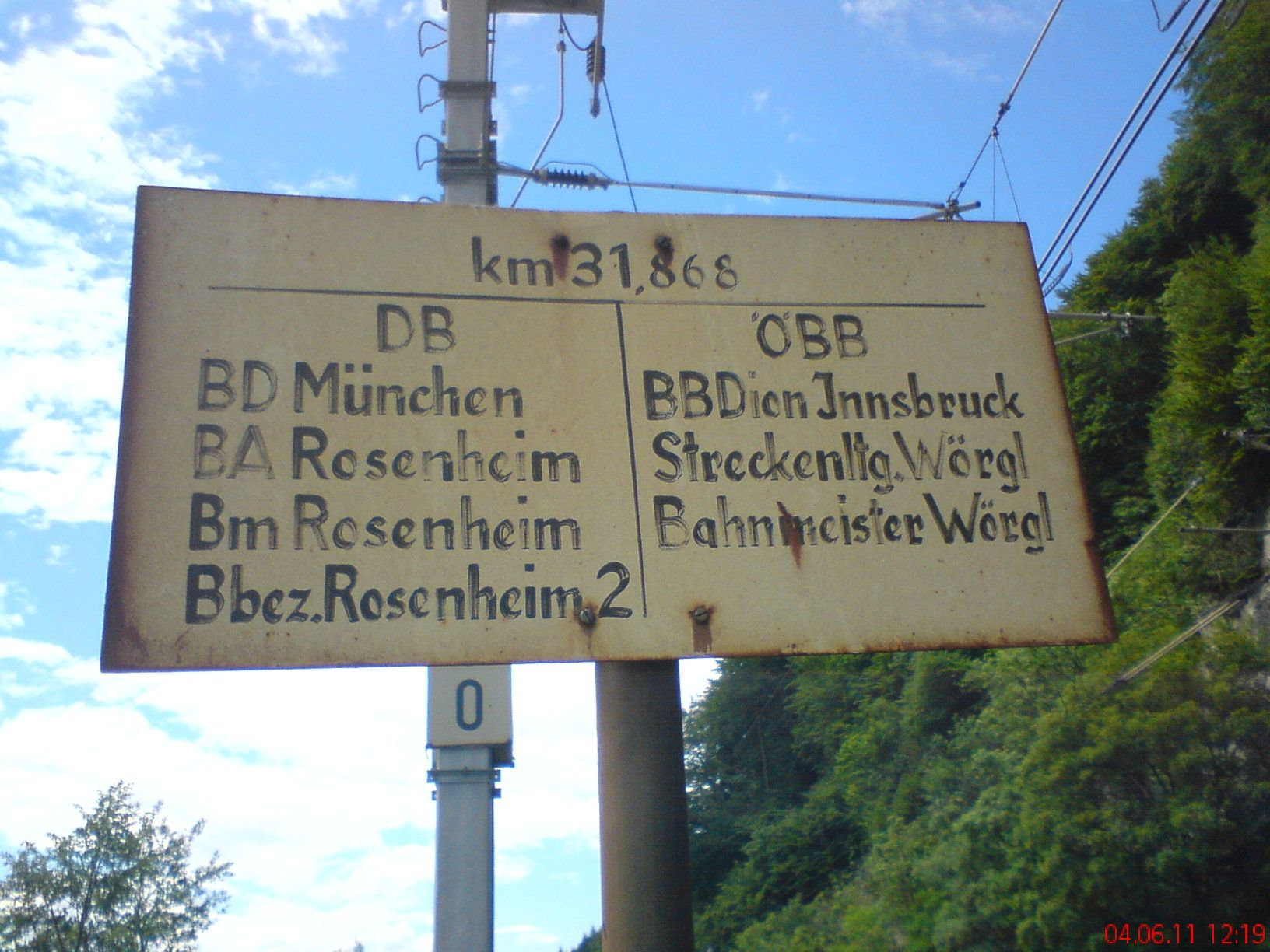
Übergang der Bahnstrecke an der Staatsgrenze nach Österreich

## Verkehr
Die Strecke ist Teil des nördlichen Zulaufs zur Brennerbahn nach Italien und damit Bestandteil der Eisenbahnachse Berlin–Palermo. Die Fahrzeit zwischen Rosenheim und der Grenze nahe Kufstein beträgt ohne Halt 15 Minuten.
Es bestand stündlicher Regionalbahnverkehr nach Innsbruck, der seit dem Fahrplanwechsel 2009 in Kufstein wieder gebrochen ist. Im Zweistundentakt verkehren Fernverkehrszüge von München über Innsbruck und den Brennerpass nach Italien als EuroCity (EC) oder Railjet (RJ).
Die Österreichischen Bundesbahnen (ÖBB) befahren die Strecke ohne Halt mit Fernzügen der Relation (Budapest)–Wien–Salzburg–Innsbruck–Feldkirch–(Zürich). Zwischen Salzburg und Innsbruck verkehren abwechselnd EC- und RJ-Züge im Stundentakt zwischen 6:00 und 23:00 Uhr (Salzburg–Innsbruck) bzw. 5 und 21 Uhr (Innsbruck–Salzburg; Stand 2011). Im Jahr 2009 verkehrten 32 Korridorzüge des Personenverkehrs pro Tag.
Seit 15. Dezember 2013 fahren stündlich bis halbstündlich sechsteilige Züge der Bayerischen Oberlandbahn (BOB) unter dem Markennamen Meridian von Kufstein über Rosenheim mit allen Unterwegshalten nach München und umgekehrt. In Rosenheim besteht mit dem Meridian die Möglichkeit zur Weiterfahrt nach Salzburg und über die Mangfalltalbahn nach Holzkirchen. Diese Leistung wurde zuvor von der DB Regio übernommen. Die Südostbayernbahn bietet die Weiterfahrt nach Mühldorf an.
Bis Kufstein ist im Nahverkehr die Freifahrt für Schwerbehinderte zugelassen.

## Ausbau
Über einen viergleisigen Ausbau des Abschnitts von Rosenheim in Richtung Kufstein wurde immer wieder nachgedacht und verhandelt, um der erwarteten Verkehrszunahme nach Inbetriebnahme des Brennerbasistunnels gerecht zu werden (siehe Brenner-Nordzulauf). 
Mangels konkreter Finanzierungsmöglichkeiten sind momentan hauptsächlich kleinere Ausbaumaßnahmen im Gange. Hierzu zählen neben der Beseitigung von Bahnübergängen (zuletzt in Flintsbach und Brannenburg) auch der weiträumige Einbau von Lärmschutzwänden, insbesondere in den Gemeinden des verkehrlich ohnehin stark belasteten Inntals.
Die Strecke soll im Rahmen des Starterpakets der Digitalen Schiene Deutschland bis 2030 vorrangig mit Digitalen Stellwerken und ETCS ausgerüstet werden.
Im Rahmen der Ausbaupläne für den Zulauf zum Brennerbasistunnel ist eine Hochleistungs-Umgehungsstrecke um Rosenheim vorgesehen. Am 13. April 2021 stellte die Deutsche Bahn die Variante „Violett“ als favorisierte Variante für den Abschnitt nördlich der Schaftenau (Langkampfen) bei Kufstein vor. Zwischen Fischbach und Niederaudorf soll die Bestandstrecke nach Osten zur Bundesautobahn 93 verschwenkt werden, wo eine Verknüpfung zur Neubaustrecke hergestellt wird.